# Camillo Sbarbaro
Pour les articles homonymes, voir Sbarbaro.

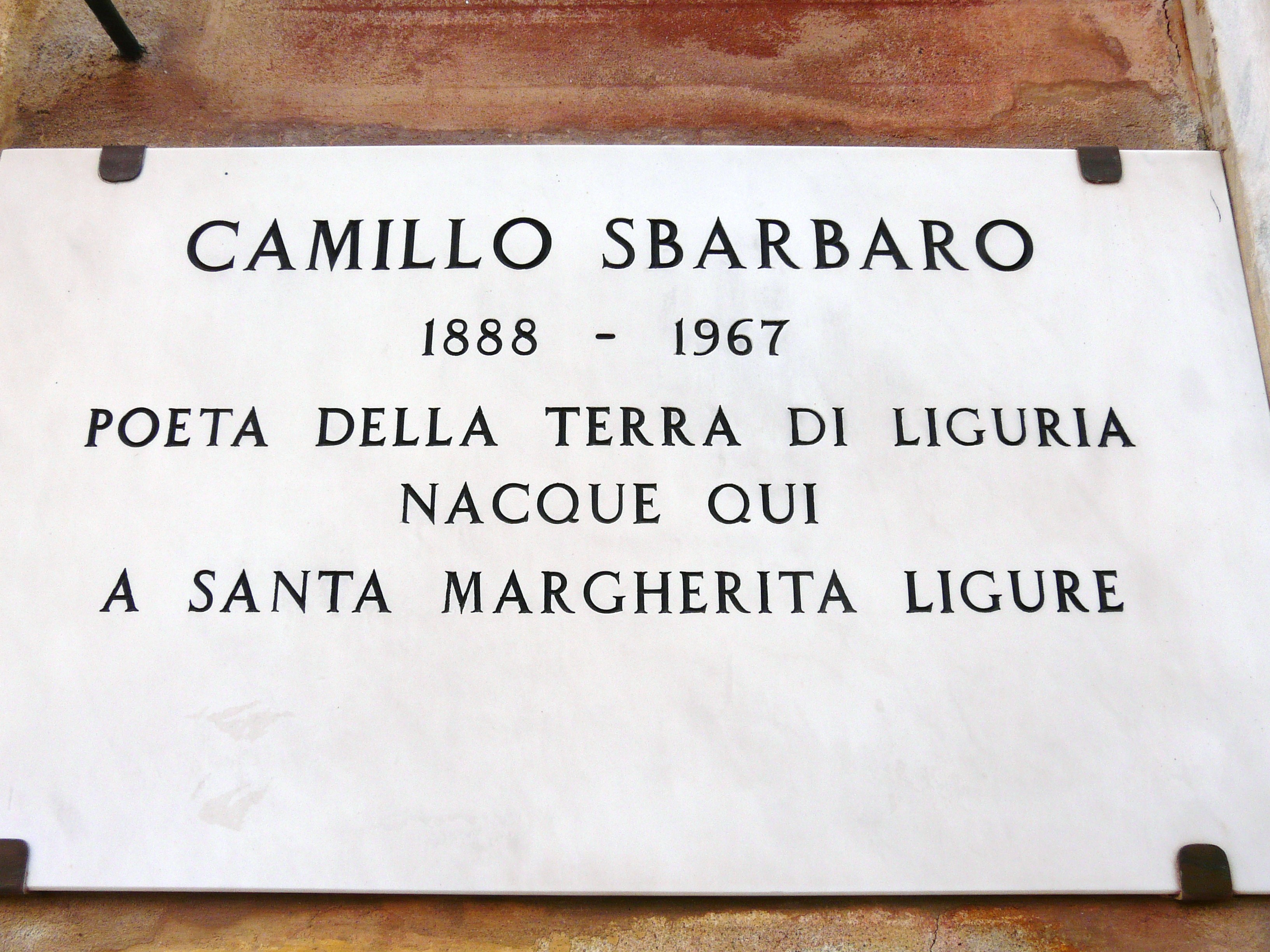
Plaque commémorative sur la maison natale de Camillo Sbarbaro

Camillo Sbarbaro (né le 12 janvier 1888 à Santa Margherita Ligure, province de Gênes – mort le 31 octobre 1967 à Savone, dans la province du même nom) est un poète et écrivain italien.
Il était également un passionné de l’étude des lichens.

## Œuvres

### Poésie
- Resine, Caimo, Gênes 1911
- Pianissimo, Edizioni de La Voce, Florence, 1914
- Trucioli (1914-1918), Vallecchi, Florence, 1920
- Liquidazione (1914-1918), Ribet, Turin, 1928
- Rimanenze, All'Insegna del Pesce d'Oro, Milan, 1955
- Primizie, Scheiwiller, Milan, 1958
- Poesie, All'Insegna del Pesce d'oro, Milan, 1961

#### Traductions françaises
- Pianissimo, suivi de Rémanences, traduction de Bernard Vargaftig, Bruna Zanchi et Jean-Baptiste Para, préface de Giuseppe Conte, Clémence Hiver Éditeur, 1991
- Copeaux, suivi de Feux follets, suivi de Souvenir de Sbarbaro d’Eugenio Montale, traduction de Jean-Baptiste Para, préface de Jean-Baptiste Para, Clémence Hiver Éditeur, 1991

### Prose
- Fuochi fatui, All'insegna del Pesce d'Oro, Milan, 1956
- Scampoli, Vallecchi, Florence, 1960
- Gocce, Scheiwiller, Milan, 1963
- Quisquilie, Scheiwiller, Milan, 1967